# Mary Beth Hughes
Pour les articles homonymes, voir Hughes.

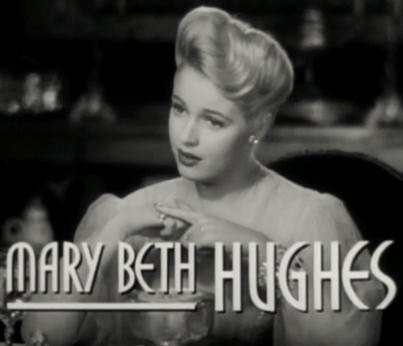
Dans Design for Scandal (1941)

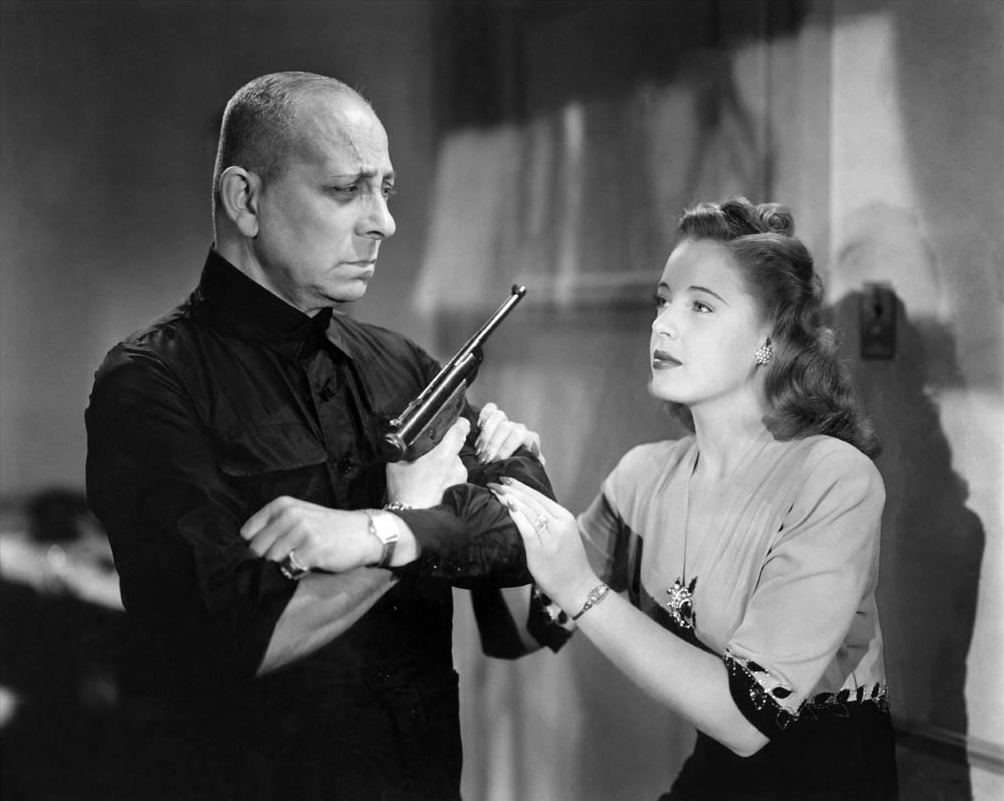
Avec Erich von Stroheim, dans La Cible vivante (1945)

Mary Elizabeth « Beth » Hughes est une actrice américaine, née le 13 novembre 1919 à Alton (Illinois), morte le 27 août 1995 à Los Angeles (Californie).

## Biographie
Au cinéma, Mary Beth Hughes contribue à cinquante-huit films américains de 1939 à 1957 (notamment pour MGM, Fox et Warner), avant deux derniers sortis en 1971 et 1974. Mentionnons le western L'Étrange Incident de William A. Wellman (1943, avec Henry Fonda et Dana Andrews), ainsi que les drames La Cible vivante d'Anthony Mann (1945, avec Erich von Stroheim et Dan Duryea) et La Femme aux chimères de Michael Curtiz (1950, avec Kirk Douglas, Lauren Bacall et Doris Day).
À la télévision, elle apparaît dans trente-six séries, entre 1950 et 1970, dont Monsieur et Madame détective (deux épisodes, 1958-1959) et Rawhide (deux épisodes, 1959-1963).

## Filmographie partielle

### Au cinéma
- 1939 : Emporte mon cœur (Broadway Serenade) de Robert Z. Leonard
- 1939 : These Glamour Girls de S. Sylvan Simon
- 1939 : Femmes (The Women) de George Cukor
- 1939 : Dancing Co-Ed de S. Sylvan Simon
- 1939 : The Covered Trailer de Gus Meins
- 1939 : Mon mari court encore (Fast and Furious) de Busby Berkeley
- 1940 : Lucky Cisco Kid (en) d'H. Bruce Humberstone
- 1940 : The Great Profile de Walter Lang
- 1940 : La Rançon de la gloire (Star Dust) de Walter Lang
- 1940 : Four Sons (en) de Archie Mayo
- 1941 : Le Roméo errant (en) (Ride on Vaquero) de Herbert I. Leeds
- 1941 : Évitons le scandale ! (Design for Scandal) de Norman Taurog
- 1941 : Sleepers West d'Eugene Forde
- 1941 : Dressed to Kill de Eugene Forde
- 1942 : Ce que femme veut (Orchestra Wives) d'Archie Mayo
- 1942 : The Night Before the Divorce de Robert Siodmak
- 1942 : Blue, White and Perfect d'Herbert I. Leeds
- 1943 : L'Étrange Incident (The Ox-Bow Incident) de William A. Wellman
- 1943 : Good Morning, Judge de Jean Yarbrough
- 1943 : Follow the Band (en) de Jean Yarbrough
- 1944 : I Accuse My Parents (en) de Sam Newfield
- 1944 : Timber Queen (en) de Frank McDonald
- 1945 : The Lady Confesses de Sam Newfield
- 1945 : La Cible vivante (The Great Flamarion) d'Anthony Mann
- 1948 : Furie sauvage (en) (The Return of Wildfire) de Ray Taylor
- 1948 : Inner Sanctum de Lew Landers
- 1949 : El Paso, ville sans loi (El Paso) de Lewis R. Foster
- 1950 : La Femme aux chimères (Young Man with a Horn) de Michael Curtiz
- 1951 : Close to My Heart de William Keighley
- 1951 : La Caravane des évadés (Passage West) de Lewis R. Foster
- 1954 : La Tueuse de Las Vegas (Highway Dragnet) de Nathan Juran
- 1974 : The Working Girls de Stephanie Rothman : Mrs. Borden

### À la télévision
- 1956 : Badge 714 (Dragnet), première série
  - Saison 6, épisode 6 The Big Limp
- 1958-1959 : Monsieur et Madame détective (The Thin Man)
  - Saison 1, épisode 28 The Departed Doctor (1958) de Bretaigne Windust
  - Saison 2, épisode 21 Mayhem to Music (1959) de Don Weis
- 1959 : Rintintin (The Adventures of Rin Tin Tin)
  - Saison 5, épisode 16 Stagecoach to Phoenix
- 1959 : Au nom de la loi (Wanted : Dead or Alive)
  - Saison 1, épisode 24 Campagne électorale (Secret Ballot) de Don McDougall
- 1959-1963 : Rawhide
  - Saison 1, épisode 21 Incident in No Man's Land (1959) de Jack Arnold
  - Saison 5, épisode 16 Incident at Spider Rock (1963)
- 1961 : Denis la petite peste (Dennis the Menace)
  - Saison 2, épisode 21 Dennis Goes to Camp de William D. Russell